# کاران سینگ
کاران سینگ (انگلیسی: Karan Singh؛ زادهٔ ۹ مارس ۱۹۳۱) سیاست‌مدار اهل هند است.